# 이선희 (1911년)
이선희(李善熙, 1911년 12월 17일 ~ ?)는 일제강점기 및 대한민국의 소설가이다. 함경남도 함흥시에서 태어났다.

## 생애
1911년 12월 17일 함경남도 함흥에서 태어났으며, 성장기 대부분은 원산에서 보냈다. 1928년 원산 루씨여고보 졸업 후 서울로 상경해 이화여전에 입학하였으며, 아버지의 권유로 음악과에 들어갔으나 후에 문과로 바꾸었다.
1933년부터 1년간 잡지 《개벽》의 기자생활을 하였으며, 1934년 12월 《중앙》에 단편소설 〈가등〉을 발표하면서 소설가로 활동을 시작하였다. 이후 1935년에 동향 출신의 극작가 박영호와 결혼하였다. 1938년 조선일보에 입사하였으며, 1946년 북한의 토지개혁을 비판한 소설 〈창〉을 《서울신문》에 연재한 후 남편을 따라 월북하였다. 월북 이후 이선희의 사망년도에 대해 김사량은 1947년으로, 최정희는 1950년으로회고하고 있어 확실하지 않다.

## 작품[3]
- 1934년: 가등
- 1936년: 오후 11시
- 1937년: 도장, 계산서, 여인도(꽁트), 숫장수의 처(꽁트), 여인 명령
- 1938년: 이별기, 매소부, 연지, 돌아가는 길
- 1940년: 탕자, 처의 설계
- 1941년: 춘우
- 1943년: 승리
- 1946년: 창

## 이야기 거리
이선희는 1930년대에 최정희, 모윤숙, 노천명과 함께 여류 4인방으로 불리었다.
이선희는 '조선의용대 마지막 분대장'이라 불렸던 김학철과 어린 시절 아는 사이였다. 김학철이 보성고보 재학 중 상해 임시정부를 찾아가려 마음 먹었을 때 그에게 당시 쌀 한 가마값인 10원을 건내주었다.
작사가로도 활동하였으며, 작품으로는 〈유선형 만세〉, 〈생초목 사랑〉, 〈미운 사랑 고운 사랑〉, 〈눈물의 탄원서〉 등이 있다.